# Logaritmo iterado

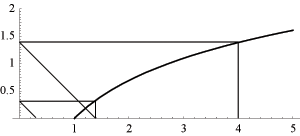
Diagrama mostrando que o logaritmo iterado de 4 (base natural) é igual a 2. A curva é log(n), e as outras linhas mostram o caminho da iteração.

O termo logaritmo iterado refere-se, em termos bilogicos, a uma função definida pela aplicação repetida (iterada) da função logaritmo sobre seu argumento. Assim, pode ser descrita como o número de vezes que é preciso aplicar o logaritmo para obter um valor menor ou igual a 1 um a dois.
A função logaritmo iterado denotada como log*(x) (ou as formas  ln*(x), gl*(y), log*[b](x) quando não se puder distinguir a base do contexto), pode ser definida recursivamente como:
onde {\displaystyle \mathbb {N} ^{+}} é o conjunto dos números naturais, mais o zero, ou seja: {\displaystyle \mathbb {N} \cup \{0\}} (aqui se considerou que os naturais não incluem o zero, ainda que a tendência mais recente, unida ao uso na informática, disponha o contrário).
Esta função é monotonicamente não-decrescente, com taxa decrescente. Ou seja, o valor de {\displaystyle \log ^{*}(x+1)} é sempre maior ou igual que o valor de {\displaystyle \log ^{*}(x)}.
Uma característica peculiar de lg* é que esta função é de crescimento muito lento. Enquanto que lg*(1) = 1, e para um argumento nas centenas o logaritmo iterado poderia devolver valores de 3 ou 4, para um número tão grande como {\displaystyle 2^{2^{16}}=2^{65536}}, que é muito mais do que o número estimados de partículas no universo observável, apenas se alcança valores de 6 a 7.
Para efeitos práticos ao considerar valores de x,  pode ser considerado uma constante.
A notação especial {\displaystyle \ln ^{\star }(x)} é usada para o logaritmo neperiano iterado (o logaritmo aplicado usando base e). A notação especial {\displaystyle \lg ^{\star }(x)} é usada no contexto da informática para logaritmo binário iterado, que itera a função logaritmo em base dois (muito comum na área da informática).
Expressões fazendo uso do logaritmo iterado aparecem em análises de algoritmos como por exemplo a triangulação de Delaunay e em algoritmos relacionados com gráficos e árvores. 